# Reynaldo Boury
Reynaldo Boury, accreditato talora Reinaldo Boury (San Paolo, 25 marzo 1932 – San Paolo, 25 dicembre 2022), è stato un regista televisivo brasiliano.

## Biografia
Dopo aver lavorato come cameraman per TV Tupi, entrò a Rede Excelsior, e qui ebbe inizio la sua carriera di regista televisivo, durata ben 58 anni. Diresse, insieme a due colleghi, i 596 episodi di Redenção, la più lunga telenovela di tutti i tempi . In seguito passò a Rede Globo, dove fu regista di numerose telenovelas tra cui Ciranda de pedra, Samba d'amore, Il cammino della libertà. In tale veste realizzò anche la versione brasiliana di Chiquititas.
Boury è morto novantenne il 25 dicembre 2022. 

## Vita privata
Era padre della sceneggiatrice Margareth Boury e del regista Alexandre Boury, nonché nonno degli attori Guilherme Boury e Bárbara Boury. 